# Liste der Bodendenkmale in Leezen (Holstein)
In der Liste der Bodendenkmale in Leezen sind die Bodendenkmale der Gemeinde Leezen nach dem Stand der Bodendenkmalliste des Archäologischen Landesamts Schleswig-Holstein von 2016 aufgelistet. Die Baudenkmale sind in der Liste der Kulturdenkmale in Leezen (Holstein) aufgeführt.
| Denkmal-ID           | Befundart               | Bezeichnung | Zeitstellung                 | Lage | Bemerkungen | Bild |
| -------------------- | ----------------------- | ----------- | ---------------------------- | ---- | ----------- | ---- |
| aKD-ALSH-Nr. 004 434 | Grabmal > Grabhügel     | Grabhügel   | Vor- und/oder Frühgeschichte |      |             |      |
| aKD-ALSH-Nr. 004 435 | Grabmal > Grabhügel     | Grabhügel   | Vor- und/oder Frühgeschichte |      |             |      |
| aKD-ALSH-Nr. 004 436 | Grabmal > Grabhügel     | Grabhügel   | Vor- und/oder Frühgeschichte |      |             |      |
| aKD-ALSH-Nr. 004 437 | Grabmal > Grabhügel     | Grabhügel   | Vor- und/oder Frühgeschichte |      |             |      |
| aKD-ALSH-Nr. 004 438 | Grabmal > Grabhügel     | Grabhügel   | Vor- und/oder Frühgeschichte |      |             |      |
| aKD-ALSH-Nr. 004 439 | Grabmal > Grabhügel     | Grabhügel   | Vor- und/oder Frühgeschichte |      |             |      |
| aKD-ALSH-Nr. 004 440 | Grabmal > Grabhügel     | Grabhügel   | Vor- und/oder Frühgeschichte |      |             |      |
| aKD-ALSH-Nr. 004 441 | Grabmal > Grabhügel     | Grabhügel   | Vor- und/oder Frühgeschichte |      |             |      |
| aKD-ALSH-Nr. 004 442 | Grabmal > Grabhügel     | Grabhügel   | Vor- und/oder Frühgeschichte |      |             |      |
| aKD-ALSH-Nr. 004 443 | Grabmal > Grabhügel     | Grabhügel   | Vor- und/oder Frühgeschichte |      |             |      |
| aKD-ALSH-Nr. 004 444 | Grabmal > Großsteingrab | Steinkammer | Neolithikum                  |      |             |      |
| aKD-ALSH-Nr. 004 445 | Grabmal > Großsteingrab | Steinkammer | Neolithikum                  |      |             |      |
| aKD-ALSH-Nr. 004 446 | Grabmal > Großsteingrab | Steinkammer | Neolithikum                  |      |             |      |
| aKD-ALSH-Nr. 004 447 | Grabmal > Grabhügel     | Grabhügel   | Vor- und/oder Frühgeschichte |      |             |      |
| aKD-ALSH-Nr. 004 448 | Grabmal > Grabhügel     | Grabhügel   | Vor- und/oder Frühgeschichte |      |             |      |
| aKD-ALSH-Nr. 004 449 | Grabmal > Grabhügel     | Grabhügel   | Vor- und/oder Frühgeschichte |      |             |      |
| aKD-ALSH-Nr. 004 450 | Grabmal > Grabhügel     | Grabhügel   | Vor- und/oder Frühgeschichte |      |             |      |
| aKD-ALSH-Nr. 004 451 | Grabmal > Grabhügel     | Grabhügel   | Vor- und/oder Frühgeschichte |      |             |      |
| aKD-ALSH-Nr. 004 452 | Grabmal > Grabhügel     | Grabhügel   | Vor- und/oder Frühgeschichte |      |             |      |
| aKD-ALSH-Nr. 004 453 | Grabmal > Grabhügel     | Grabhügel   | Vor- und/oder Frühgeschichte |      |             |      |
| aKD-ALSH-Nr. 004 454 | Grabmal > Grabhügel     | Grabhügel   | Vor- und/oder Frühgeschichte |      |             |      |
| aKD-ALSH-Nr. 004 455 | Grabmal > Grabhügel     | Grabhügel   | Vor- und/oder Frühgeschichte |      |             |      |
| aKD-ALSH-Nr. 004 456 | Grabmal > Grabhügel     | Grabhügel   | Vor- und/oder Frühgeschichte |      |             |      |
| aKD-ALSH-Nr. 004 457 | Grabmal > Grabhügel     | Grabhügel   | Vor- und/oder Frühgeschichte |      |             |      |
| aKD-ALSH-Nr. 004 458 | Grabmal > Grabhügel     | Grabhügel   | Vor- und/oder Frühgeschichte |      |             |      |
| aKD-ALSH-Nr. 004 459 | Grabmal > Grabhügel     | Grabhügel   | Vor- und/oder Frühgeschichte |      |             |      |
| aKD-ALSH-Nr. 004 460 | Grabmal > Grabhügel     | Grabhügel   | Vor- und/oder Frühgeschichte |      |             |      |
| aKD-ALSH-Nr. 004 461 | Grabmal > Großsteingrab | Steinkammer | Neolithikum                  |      |             |      |
| aKD-ALSH-Nr. 004 462 | Grabmal > Grabhügel     | Grabhügel   | Vor- und/oder Frühgeschichte |      |             |      |